# ノルウェー労働党
ノルウェー労働党（ノルウェーろうどうとう、ノルウェー語 (ブークモール): Det norske Arbeiderparti、ノルウェー語 (ニーノシュク): Det norske Arbeidarpartiet, 略称: DNA, 英語: Norwegian Labour Party）は、ノルウェーの政党。中道左派政党で、社会民主主義を掲げる。進歩同盟に加盟している。
2011年9月3日 、党名から国名を外した労働党（ろうどうとう、ノルウェー語 (ブークモール): Arbeiderpartiet、ノルウェー語 (ニーノシュク): Arbeidarpartiet、略称: A/Ap）に改称した。

## 歴史

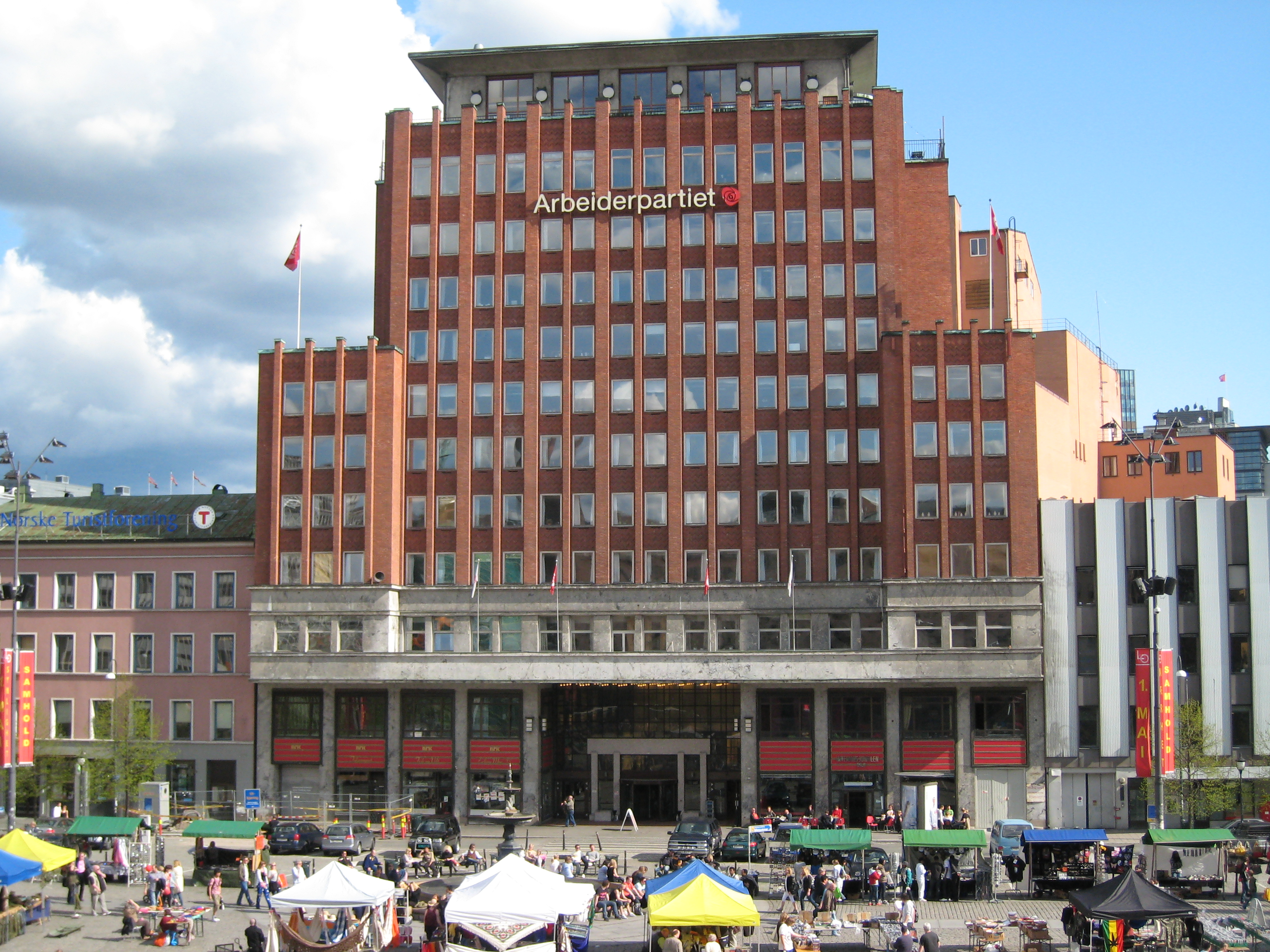
ノルウェー労働党党本部（2008年）

1887年に創設。1921年にコミンテルンに加盟するが1923年に脱退（この時加盟継続を望んだグループがノルウェー共産党を結成）。1928年最初の労働党内閣が発足したが、2週間しかつづかなかった。1930年代には、革命的特徴は消え失せ、改良主義路線を取った。1935年から1965年まで政権を担う（第二次世界大戦中のドイツ占領期の1940年から1945年にかけてはロンドン亡命政権）。以後、今日まで度々政権を担い、ノルウェーの福祉国家の完成に貢献した。
2011年7月22日、オスロ近郊にあるウトヤ島で党の青年部が主催した集会において警察官に偽装したキリスト教原理主義者のアンネシュ・ベーリング・ブレイビクが銃を乱射し、90人以上が死傷した（ノルウェー連続テロ事件）。
2013年9月9日に行われた議会選挙では、保守党を中心とした中道右派連合に敗北し下野。2021年9月13日の議会選挙では48議席を獲得し第1党となるなど左派勢力で過半数を制し政権奪回を果たした。

## 第二次世界大戦後の党首
- アイナル・ゲルハルドセン(Einar Gerhardsen):1945年-1965年
- トリグヴェ・ブラッテリ(Trygve Bratteli:1965年-1975年
- レイウルフ・ステーン(Reiulf Steen):1975年-1981年
- グロ・ハーレム・ブルントラント(Gro Harlem Brundtland):1981年-1992年
- トルビョルン・ヤーグラン(Thorbjørn Jagland):1992年-2002年
- イエンス・ストルテンベルク(Jens Stoltenberg):2002年-2014年
- ヨーナス＝ガール・ストーレ(Jonas Gahr Støre):2014年-